# 迪基勒
迪基勒位于吉布提南部，是迪基爾州的首府。

## 友好城市
- 英国利特尔汉普顿